# Lloyd (Nederland)
Lloyd is een historisch merk van motorfietsen.
Nederlands merk dat in 1930 en 1931 motorfietsen produceerde. Lloyd was nauw verbonden met DKW, dat de 198 cc blokken leverde, en Hulla, dat voor de meeste framedelen zorgde.